# Organizacja Narodów Zjednoczonych a Unia Europejska
Współpraca Organizacji Narodów Zjednoczonych z Unią Europejską. Wszyscy z 27 członków Unii Europejskiej są również członkami ONZ. Francja jest stałym członkiem z prawem weta Rady Bezpieczeństwa. Państwa członkowskie Unii Europejskiej z Komisją Europejską na czele koordynują swoje działania i współpracują z ONZ starając się tym samym mówić jednym głosem na jej forum, zgodnie z zapisami Wspólnej Polityki Zagranicznej i Bezpieczeństwa. W 1974 r. Wspólnocie Europejskiej przyznano status stałego obserwatora w ONZ. W dającej się przewidzieć przyszłości nie ma też mowy o wspólnej, jednej reprezentacji Unii Europejskiej (zamiast państw członkowskich) w tej organizacji.

## Dziedziny współpracy
- Współpraca w dziedzinie rozwoju[2]
  - Handel i rozwój
  - Współpraca i integracja regionalna
  - Polityka makroekonomiczna powiązana ze strategiami na rzecz zmniejszenia ubóstwa; wzmocnienie sektora socjalnego, ochrony zdrowia i edukacji
  - Rozwój transportu umożliwiającego dostęp do podstawowych usług socjalnych i postęp gospodarczy
  - Zapewnienie żywności i zrównoważone strategie rozwoju obszarów rolniczych
  - Opracowywanie ram instytucjonalnych dla dobrego zarządzania i popieranie zasady rządów prawa
- Współpraca w dziedzinie utrzymywania pokoju[3]
- Współpraca w dziedzinie środowiska[4]
- Współpraca w dziedzinie pomocy humanitarnej[5]
- Współpraca w dziedzinie praw człowieka[6]
- Współpraca w dziedzinie handlu[7]
- Współpraca w dziedzinie kultury i cywilizacji[8]
- Współpraca w dziedzinie zdrowia[9]

## Reprezentacja Unii w ONZ
- 27 państw członkowskich UE
- Prezydencja
- Rada Unii Europejskiej
- Komisja Europejska